# Davidius qinlingensis
Davidius qinlingensis là loài chuồn chuồn trong họ Gomphidae. Loài này được Cao & Zheng mô tả khoa học đầu tiên năm 1989.